# Seputih
Seputih is een bestuurslaag in het regentschap Jember van de provincie Oost-Java, Indonesië. Seputih telt 8218 inwoners (volkstelling 2010).